# أندريس باراكا
أندريس فرنانديز غونكالفيز (بالبرتغالية: Andres Fernandes Gonçalves‏) المعروف بباراكا (من مواليد 21 يوليو 1986) لاعب كرة قدم برازيلي.
و لعب سابقا لنادي الباطن ونادي الأنصار.

## روابط خارجية
- أندريس باراكا على موقع قاعدة بيانات كرة القدم.إي يو (الإنجليزية)
- أندريس باراكا على موقع Soccerway.com (الإنجليزية)